# Mechanitis polymnia
Mechanitis polymnia neboli oranžový tygr je motýl z čeledi Nymphalidae. Nachází se v oblasti Střední Ameriky od Mexika po Amazonský deštný prales. Rozpětí křídel má 65–75 mm. Housenky se živí druhy Solanum. Existuje 22 pojmenovaných poddruhů, každý se liší barvou a vzorem. Existují také značné rozdíly mezi jednotlivci v daném místě.[zdroj?]

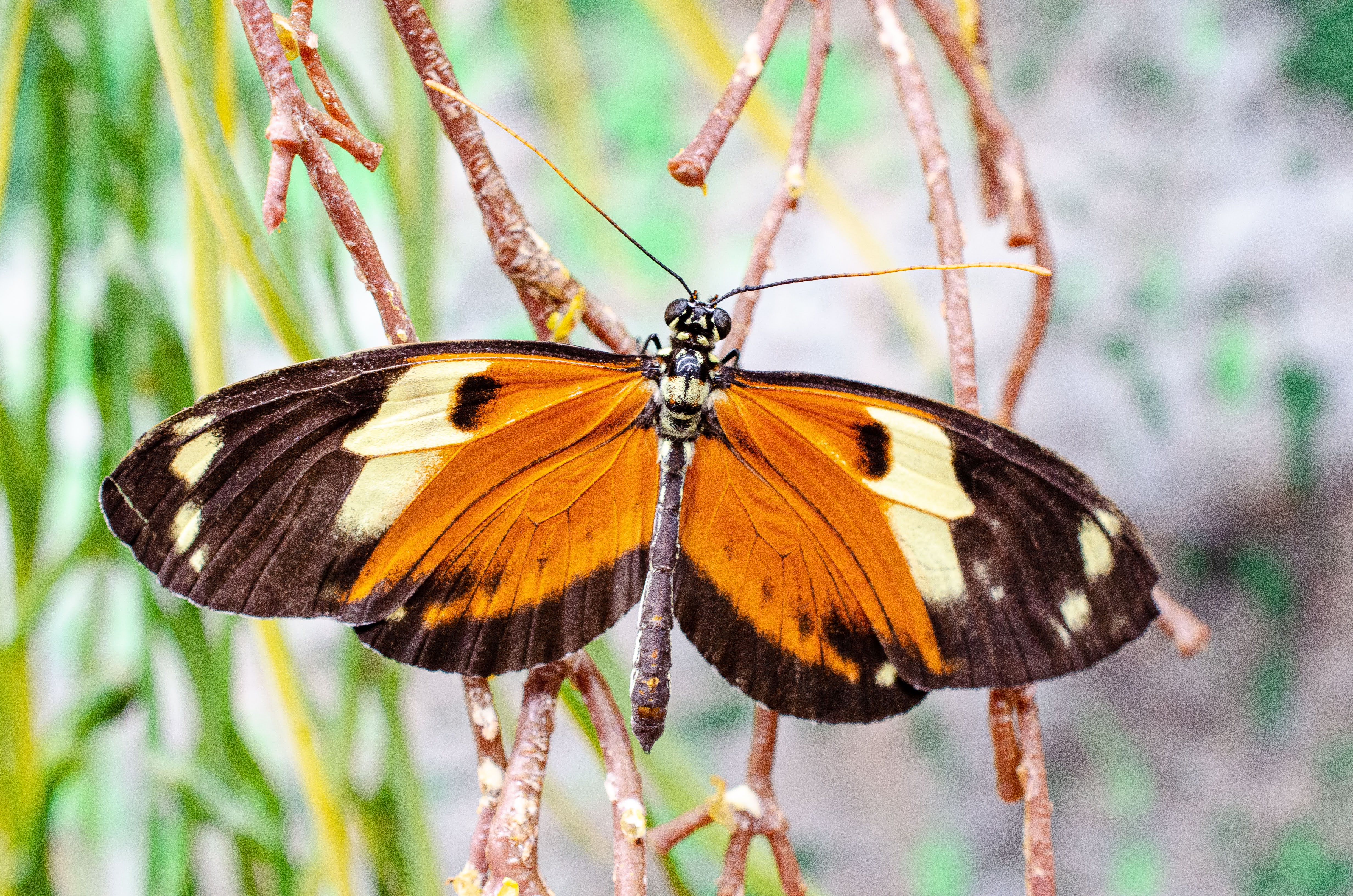

Pro predátory, ptáky, jsou chuťově nepříjemní a v důsledku toho je napodobují svým vzhledem mnohé jiné druhy motýlů. Ptáci mají schopnost zapamatovat si vzory motýlů, a tak se naučí vyhýbat těmto škodlivým druhům, ale také se nechají oklamat ignorováním podobně označených jedlých druhů.[zdroj?]
V České republice jsou k vidění v motýlích domech Papilonia.[zdroj?]